# Decade Volcanoes
Decade Volcanoes je seznam 16 sopek světa, které byly Mezinárodní asociací vulkanologie a chemismu zemského nitra (IAVCEI) určeny jako vhodné pro konkrétní studium, vzhledem na jejich blízkost k zalidněných oblastem a historii jejich ničivých erupcí. Projekt podporuje vědecké výzkumy a osvětové aktivity, s cílem dosáhnout lepšího porozumění sopkám a nebezpečím, která představují a tím snížit jejich destruktivní dopady. Je nazván Decade Volcanoes, protože vznikl v 90. letech 20. století jako součást Mezinárodní dekády pro zmírňování dopadů přírodních katastrof, který financuje OSN.

## Podmínky zařazení sopky do seznamu
Daná sopka může být na seznam připsána tehdy, jestliže:
- představuje více než jedno vulkanické nebezpečí: pyroklastické proudy/přívaly, tvorba lávových dómů, spad tefry, lávové proudy, lahary či nestabilitu tělesa sopky
- leží u hustě obydlených oblastí, s potenciálem ohrozit desítky či stovky tisíc lidí
- v nedávné době vykazovala geologickou aktivitu
- je fyzicky přístupná k přímému výzkumu
- pro její studium existuje podpora státu, na jehož území leží

## Popis programu

Erupce Taal v lednu 2020, zachycená webkamerou přímo v kráteru.

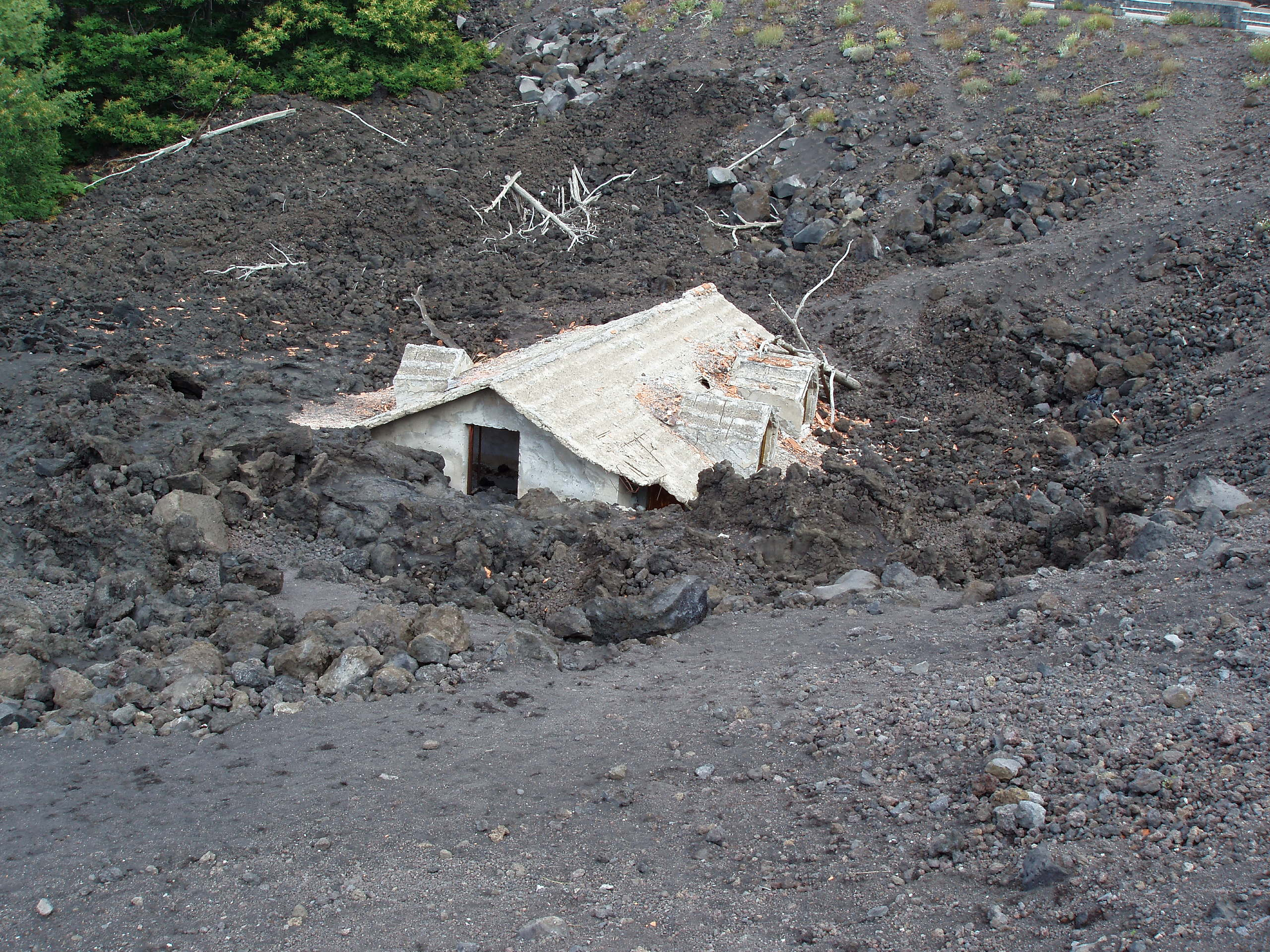
Dům pod Etnou, zničený lávovým proudem.

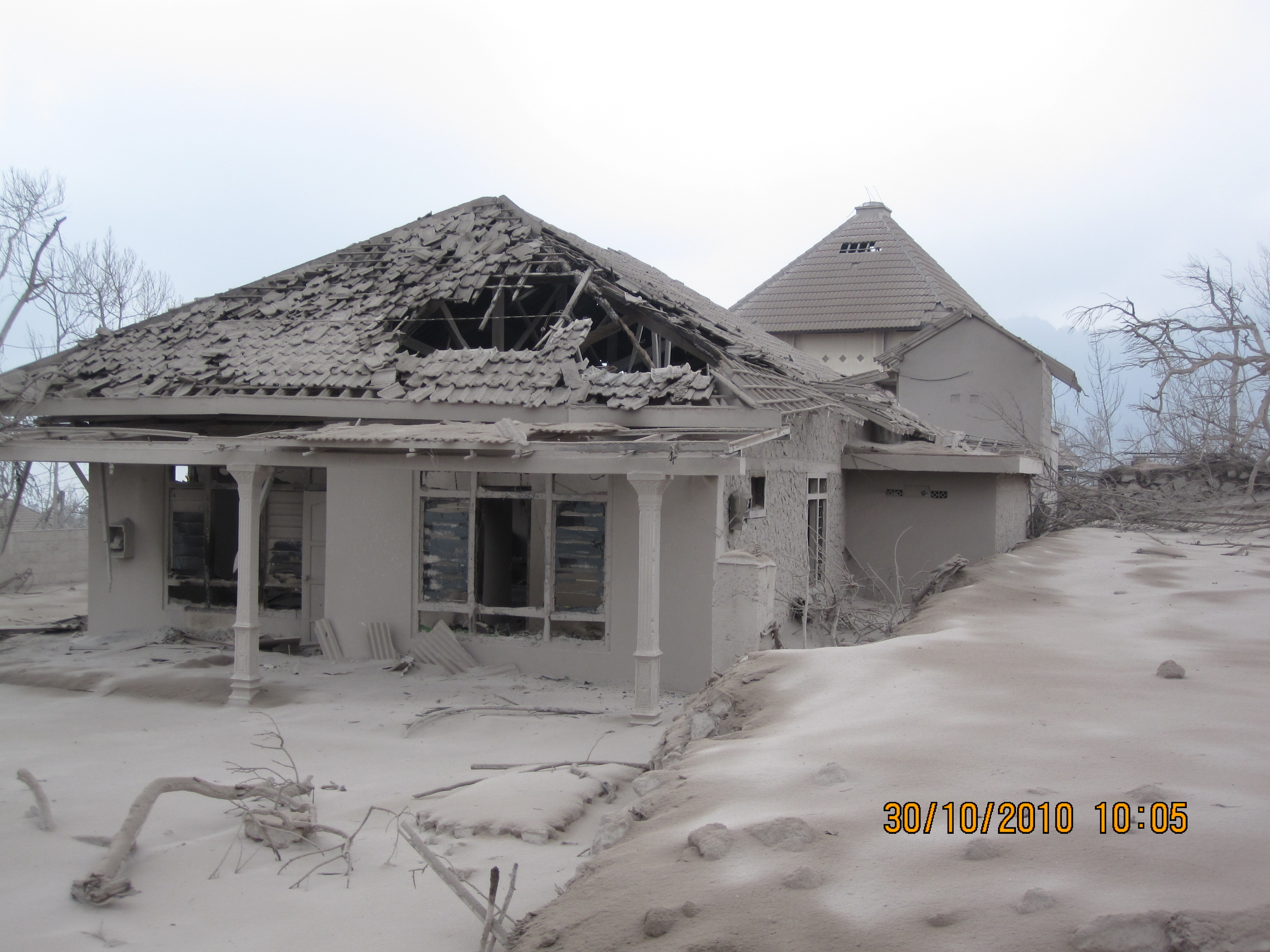
Dům u Merapi, jenž poškodil spad tefry.

### Cíle
Obecný přístup projektu je hodnocení opatřeních ke zmírnění rizik každé jednotlivé sopky, včetně odhalování jejich výhod a nevýhod. Bohužel organizátoři čelí problémům se zajištěním odpovídající komunikace mezi vulkanology a těmi, kteří jsou oprávnění k provádění navrhovaných opatřeních. Za tímto účelem jsou na pořádané semináře zváni zástupci obou skupin.

### Financování
Naděje, že OSN bude schopna projekt financovat, se nenaplnily. Proto vulkanologové hledají financování z jiných zdrojů. Například orgány pro vědu a civilní obranu v Mexiku financovaly práci na Colimě. Pro studium evropských sopek poskytla finance Evropská unie.
V rámci spolupráce mezi jednotlivými státy probíhá kvůli předávání zkušeností vzájemná personální výměna, například mezi Filipínami a Indonésií nebo Mexikem, Guatemalou a Kolumbií.

### Úspěchy
Od svého vzniku dosáhl program řady úspěchů v předpovídání sopečných erupcí a zmírňování katastrof. Jedním z nejpozoruhodnějších je vychýlení lávového proudu na Etně v roce 1992. Překonal několik zátarasů, umístěných kolmo k ose údolí. Vědci se poté rozhodli proud přerušit výše proti proudu tím, že shodili betonové bloky do lávového tunelu skrz otvor v jeho stěně. Nakonec se zastavil těsně před dosažením města Zafferana Etnea.
Decade Volcanoes významně zvýšil znalosti o studovaných sopkách, z nichž některé byly do té doby málo známé. Erupční historie kolumbijské Galeras je mnohem lépe popsána a u filipínské Taal byl zdůrazněn význam vody v průběhu jejích erupcí.
Mezi opatření, která byla přijata ke zmírnění potenciálních katastrof v budoucnu, patří zavedení evakuačního plánu pro Neapol, omezení hustoty urbanizace v kaldeře Taal nebo zavedení zákona, který v okolí americké Mount Rainier vyžaduje u nové výstavby posouzení geologického rizika.

### Problémy
Ačkoli výzkum vedl ke snížení vulkanického rizika, erupce na některých sopkách z Decade Volcanoes ukázaly potíže, kterým program čelí. Než byla do něj Unzen zapsána, proběhly na ní roku 1991 dobře monitorované erupce. Navzdory tomu však skupinu 43 novinářů a vulkanologů překvapil pyroklastický proud a všechny usmrtil.
Druhá katastrofa nastala v roce 1993, když se ve městě Pasto v Kolumbii konala konference Decade Volcanoes. Několik vědců zahájilo improvizovanou výpravu ke kráteru nedaleké Galeras. Nečekaný výbuch jich zabil šest a zároveň ještě tři turisty.
Dalším problémem jsou vojenské konflikty. Občanská válka v Guatemale pozastavila studium Santa Maríi až do roku 1996, zatímco nově vznikající občanské války v Konžské demokratické republice bránily ve výzkumu sopky Nyiragongo. Navíc omezené zdroje vedly ke vzniku konkurenčních vulkanologických programů.

## Seznam sopek
| Název sopky | Oblast           | Stát              | Počet obyvatel v okruhu | Počet obyvatel v okruhu | Počet obyvatel v okruhu | Poslední erupce | Poznámka |
| Název sopky | Oblast           | Stát              | Do 10 km                | Do 30 km                | Do 100 km               | Poslední erupce | Poznámka |
| --- | ---------------- | ----------------- | ----------------------- | ----------------------- | ----------------------- | --------------- | --- |
| Mauna Loa | Havajské ostrovy | USA               | 45                      | 1 906                   | 175 315                 | 2022            | Hlavní nebezpečí představují proudy lávy typu pahoehoe, schopné urazit velké vzdálenosti. V dávné minulosti navíc došlo k sesuvu sopky do oceánu, což mělo za následek vznik megatsunami. |
| Mount Rainier | Washington       | USA               | 128                     | 3 187                   | 2 667 609               | 1894            | Případná erupce by rozpustila ledovce (o objemu až 3 km³) na vrcholu sopky. Důsledkem by byly obří lahary ohrožující zalidněná údolí řek a velká města u jejich ústí do oceánu. |
| Colima | Colima/Jalisco   | Mexiko            | 746                     | 303 490                 | 1 484 790               | 2019            | V okruhu 40 km žije až 300 000 osob. Colima je nebezpečná zejména pyroklastickými proudy. Při erupci v květnu 2005 doputovaly až do vzdálenosti 5 km. V pozdním pleistocénu na ní došlo k masivnímu sesuvu o objemu 25 km³, který pokryl oblast o rozloze 2 200 km². Oproti sesuvu během erupce Mount St. Helens roku 1980 byl tento 8x objemnější a zasáhl 4x větší oblast. |
| Santa María | Quetzaltenango   | Guatemala         | 119 462                 | 1 259 600               | 6 197 420               | Činná           | Erupce o síle VEI 6, k níž došlo roku 1902, je třetí nejsilnější ve 20. století. V současné době se aktivita projevuje lávovými proudy, lahary a pyroklastickými proudy. |
| Galeras | Nariño           | Kolumbie          | 120 817                 | 630 777                 | 1 700 248               | 2014            | Zhruba 10 km od sopky leží město Pasto, čítající 400 tisíc obyvatel. U sopky je v její minulosti prokázána erupce síly VEI 6. Náhlý výbuch v roce 1993 zabil tři turisty a šest vědců, kteří v kráteru odebírali vzorky. Aktivita se vyznačuje tvorbou laharů a pyroklastických proudů. |
| Pico del Teide | Kanárské ostrovy | Španělsko         | 156                     | 337 660                 | 766 276                 | 1909            | Na ostrově Tenerife žije téměř milion lidí. Odborníci se domnívají, že budoucí erupce mohou zahrnovat pyroklastické proudy, srovnatelné s těmi u Mont Pelée, Merapi, Vesuvu, Soufrière Hills či Unzenu. Zároveň je považována za strukturálně nestabilní. Před 150 tisíci lety vybuchla silou VEI 5. |
| Vesuv | Kampánie         | Itálie            | 675 705                 | 3 907 941               | 6 009 961               | 1944            | Slavná erupce (VEI 5) v roce 79 zničila přilehlá římská města. Sopečný spad zasypal Pompeje šestimetrovou vrstvou popela a strusky, zatímco Herculaneum pohřbily pyroklastické uloženiny silné přes 20 metrů. Celkem zahynulo přes 2 000 lidí. V současnosti je okolí vulkánu hustě zalidněno a milionové město Neapol leží ve vzdálenosti něco přes 10 km od kráteru. |
| Etna | Sicílie          | Itálie            | 3 291                   | 1 016 540               | 3 052 770               | Činná           | Mohutný komplex asi 25 km od Katánie, na východě Sicílie, patří mezi nejaktivnější sopky světa. Rizikem jsou zpravidla lávové proudy a případné pyroklastické proudy. Před 8 000 lety došlo na východním svahu Etny k mohutnému sesuvu, který průnikem do Středozemního moře vyvolal vlnu tsunami. Deprese zanechaná na svahu Etny je patrná až do dneška. |
| Santorin | Théra            | Řecko             | 12 266                  | 12 336                  | 67 468                  | 1950            | Výbuch Santorini v 17. století př. n. l. je jedním z největších v lidských dějinách. Gigantická erupce způsobila mohutné pyroklastické přívaly, ohrožující dokonce i okolní ostrovy. K nim se přidaly i 35–150 m vysoké vlny tsunami, které zdevastovaly pobřeží Egejského a část Středozemního moře. Největší nápor vln však pocítilo severní pobřeží Kréty. Erupce vytvořila erupční sloupec vysoký asi 35 km. Na samotném ostrově se vlivem sopečného spadu vytvořila vrstva tefry silná 60 m, která ve vzdálenosti 30 km měla tloušťku zhruba 3 m. Celkový objem vyvržených sopečných produktů se odhaduje na 100 km³ (VEI 7). Stopy erupce se dají nalézt v celém Středomoří. |
| Nyiragongo | Severní Kivu     | Kongo             | 31 145                  | 1 006 436               | 9 087 529               | Činná           | Sopka je riziková svými málo viskózními lávovými proudy (při stékání po svazích v roce 1977 dosáhly rychlosti až 60 km/h – světový rekord), které v minulosti zabíjely v okolních vesnicích a ve městě Goma. |
| Merapi | Jáva             | Indonésie         | 185 489                 | 4 348 473               | 24 728 414              | Činná           | Patří mezi nejnebezpečnější sopky Indonésie. Na jejich svazích žijí tisíce lidí a přibližně 27 km daleko se nachází město Yogyakarta, v jehož metropolitní oblasti bydlí zhruba 2 miliony lidí. Merapi často produkuje pyroklastické proudy, zpravidla způsobenými kolapsy lávového dómu. Jeden takový zahubil v roce 1930 přes 1 400 lidí. A stejný doprovodný jev, při poslední větší erupci roku 2010, zabil 353 osob. |
| Ulawun | West New Britain | Papua Nová Guinea | 1 801                   | 10 577                  | 61 018                  | 2021            | Existují podezření, že Ulawun by mohla být strukturálně nestabilní. V minulosti působila škody pyroklastickými a lávovými proudy. Při erupci v roce 1915 vznikla až 50 km od sopky vrstva popela tlustá 10 cm. Další výbuch v roce 1980 zpustošil přilehlé území o ploše 20 km². |
| Taal | Batangas         | Filipíny          | 717 090                 | 2 380 326               | 24 814 047              | 2021            | V dosahu Taalu žijí tisíce lidí. Je schopná produkce pyroklastického přívalu, charakteristický pro freatomagmatické erupce. Jeden takový roku 1965 překonal jezero a vyžádal si 100 obětí. |
| Sakura-džima | Kagošima         | Japonsko          | 113 874                 | 905 254                 | 2 610 033               | Činná           | Od roku 1955 je neustále činná. Vzhledem k silné erupci roku 1914 může v budoucnu pro město Kagošima (600 000 obyvatel) představovat hrozbu. |
| Unzen | Kjúšú            | Japonsko          | 76 424                  | 444 737                 | 7 313 362               | 1996            | Megatsunami vysoké 100 metrů, vzniklé sesuvem svahu, zabilo roku 1792 zhruba 15 000 osob. V roce 1991 usmrtil pyroklastický proud skupinu 43 vědců a novinářů. |
| Avačinská sopka | Kamčatka         | Rusko             | 0                       | 180 016                 | 270 205                 | 2008            | Město Petropavlovsk-Kamčatskij bylo vystavěno na pozůstatcích dávných sesuvů, které dohromady pokrývají oblast o rozloze 500 km². |
| Korjacká sopka | Kamčatka         | Rusko             | 13                      | 142 050                 | 257 322                 | 2009            | Sopečné erupce generují lahary a pyroklastické proudy, čímž potenciálně ohrožuje výše zmíněné Petropavlovsk-Kamčatskij. |
| Poznámka: údaje o počtech obyvatel a posledních erupcí pocházejí z katalogu Global Volcanism Program, vedeným Smithsonovým institutem ve Washingtonu, D.C. |                  |                   |                         |                         |                         |                 | |

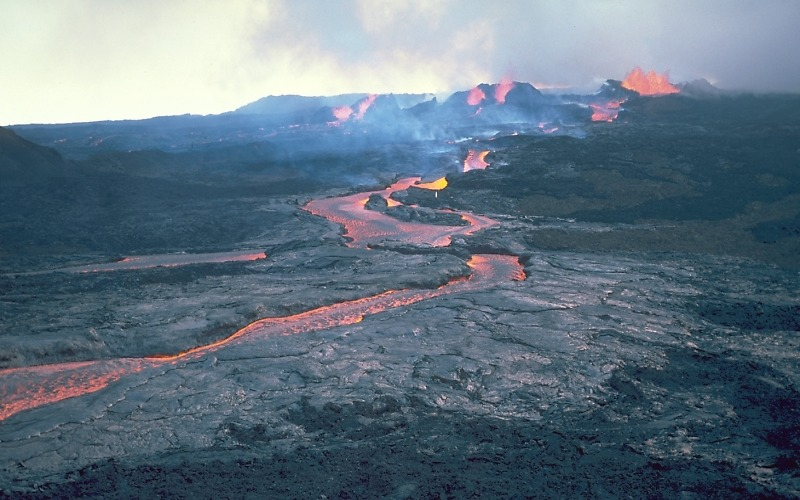
Proud pahoehoe lávy při erupci Mauna Loa v roce 1984.
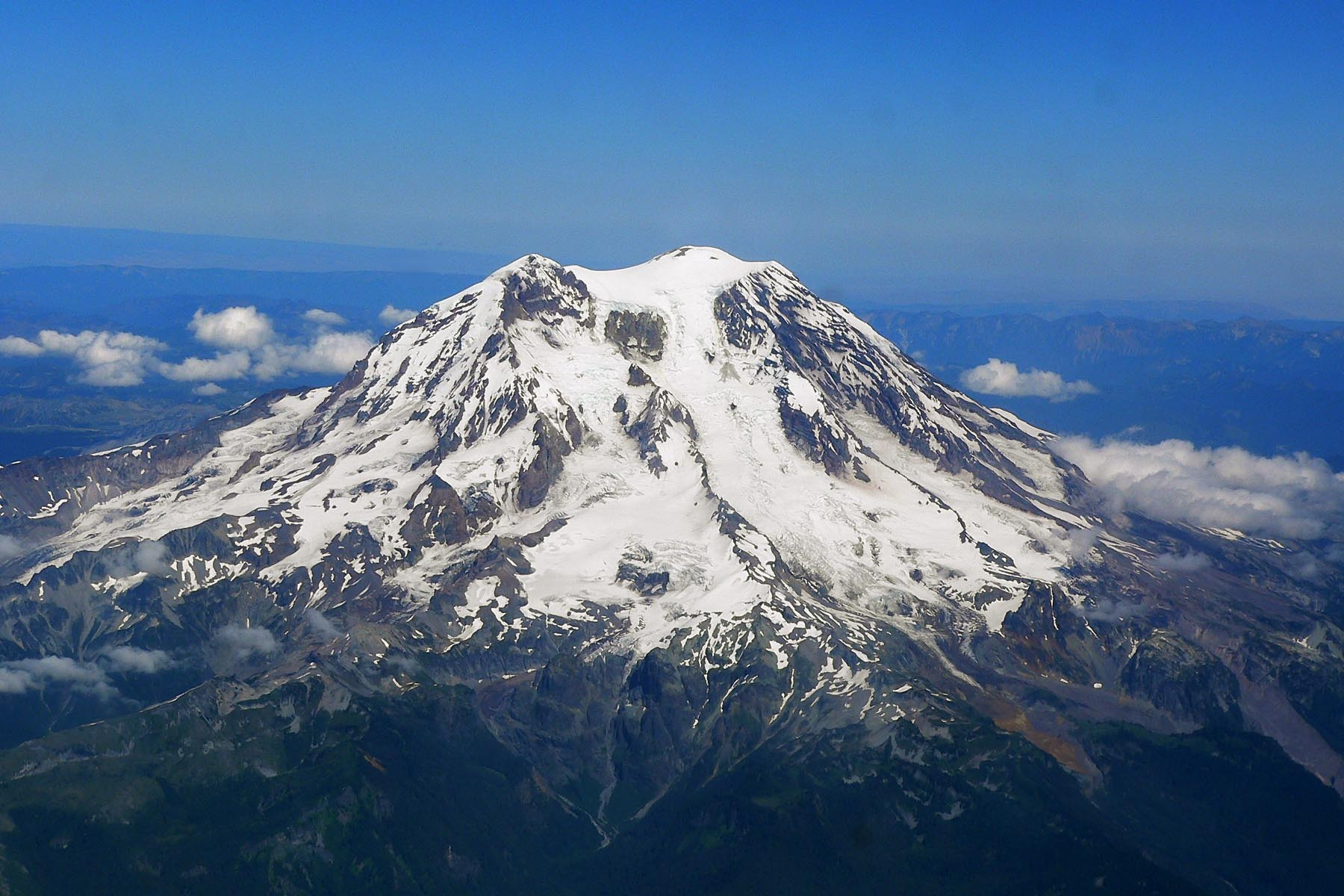
Mount Rainier
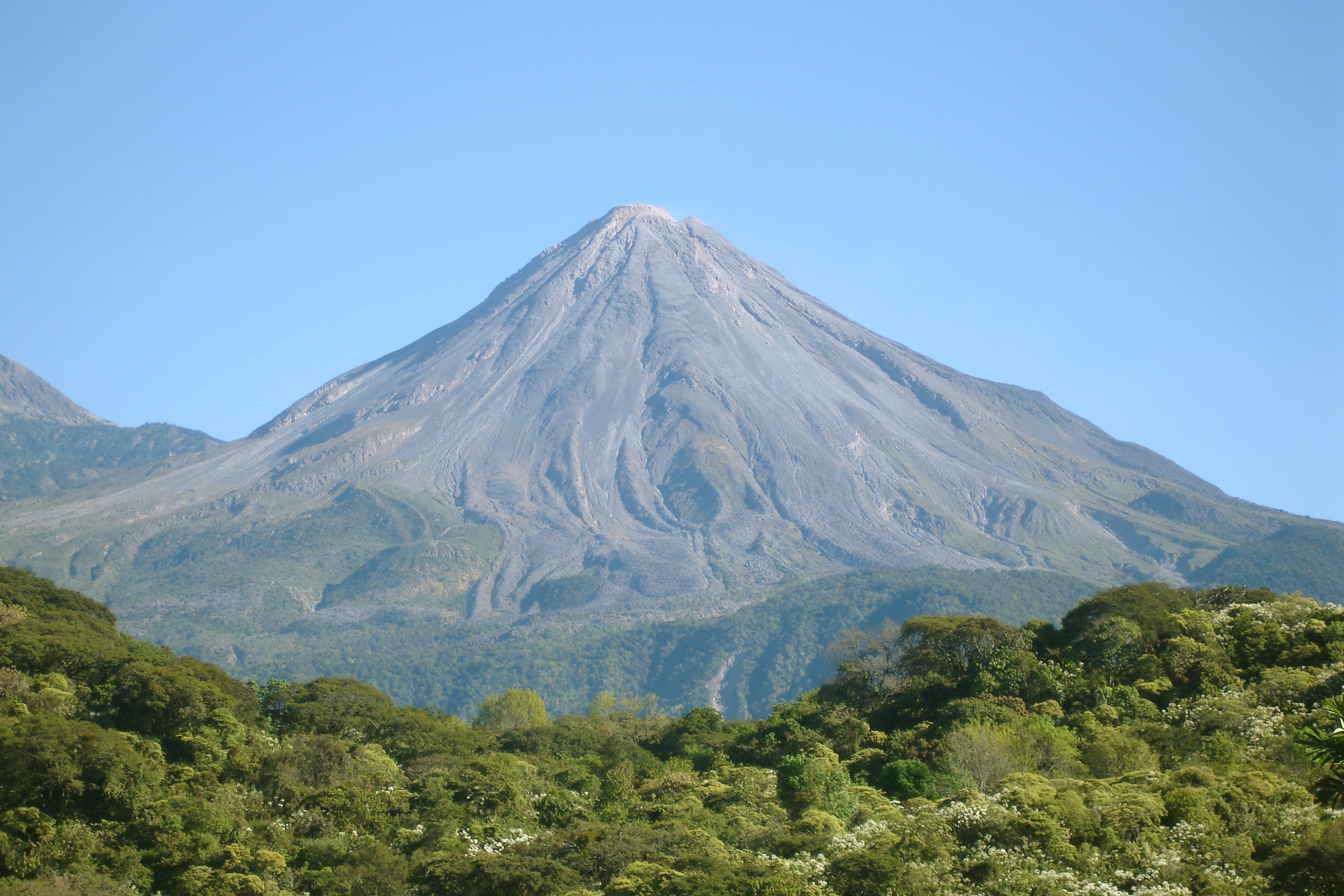
Colima
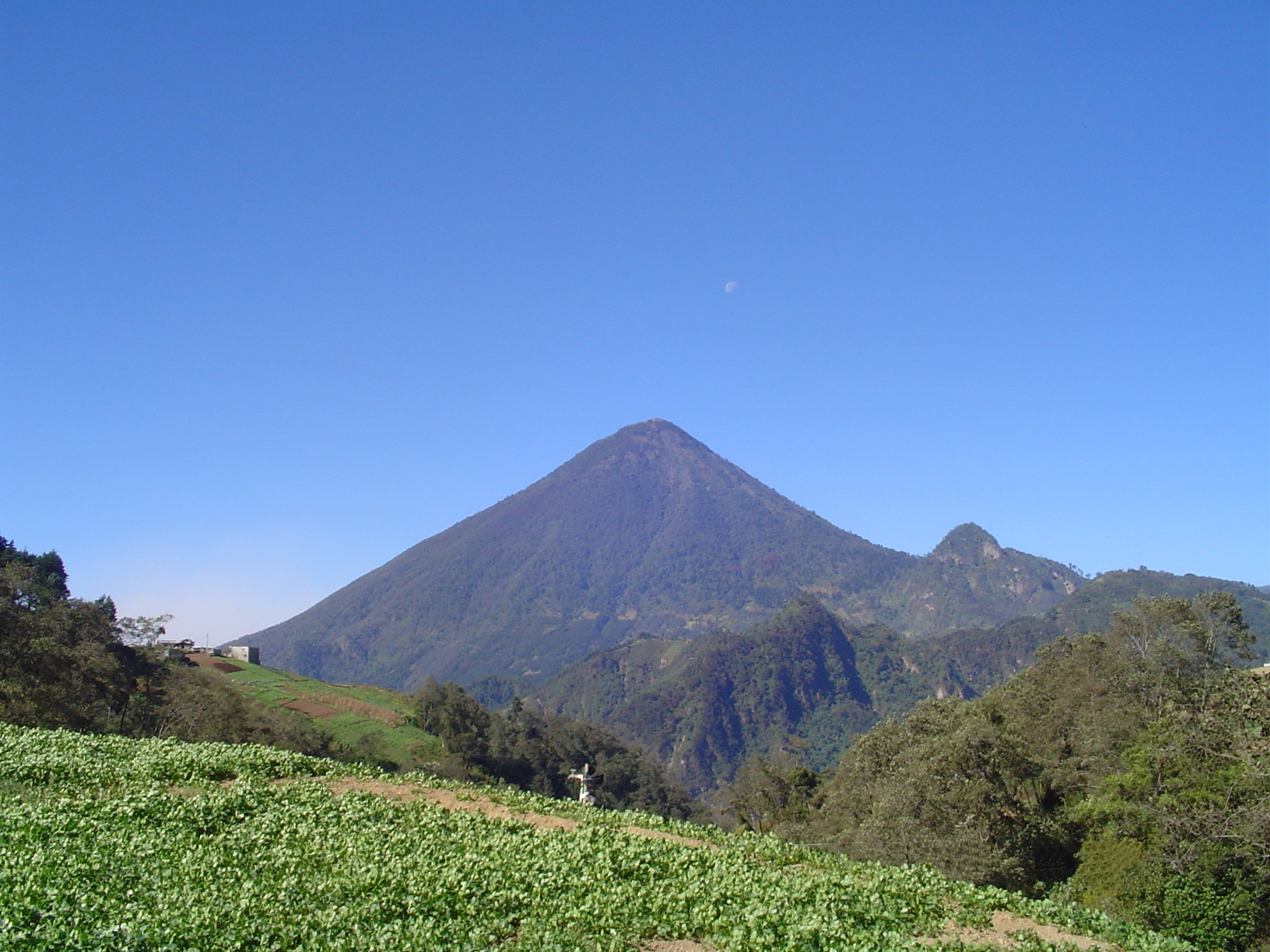
Santa María
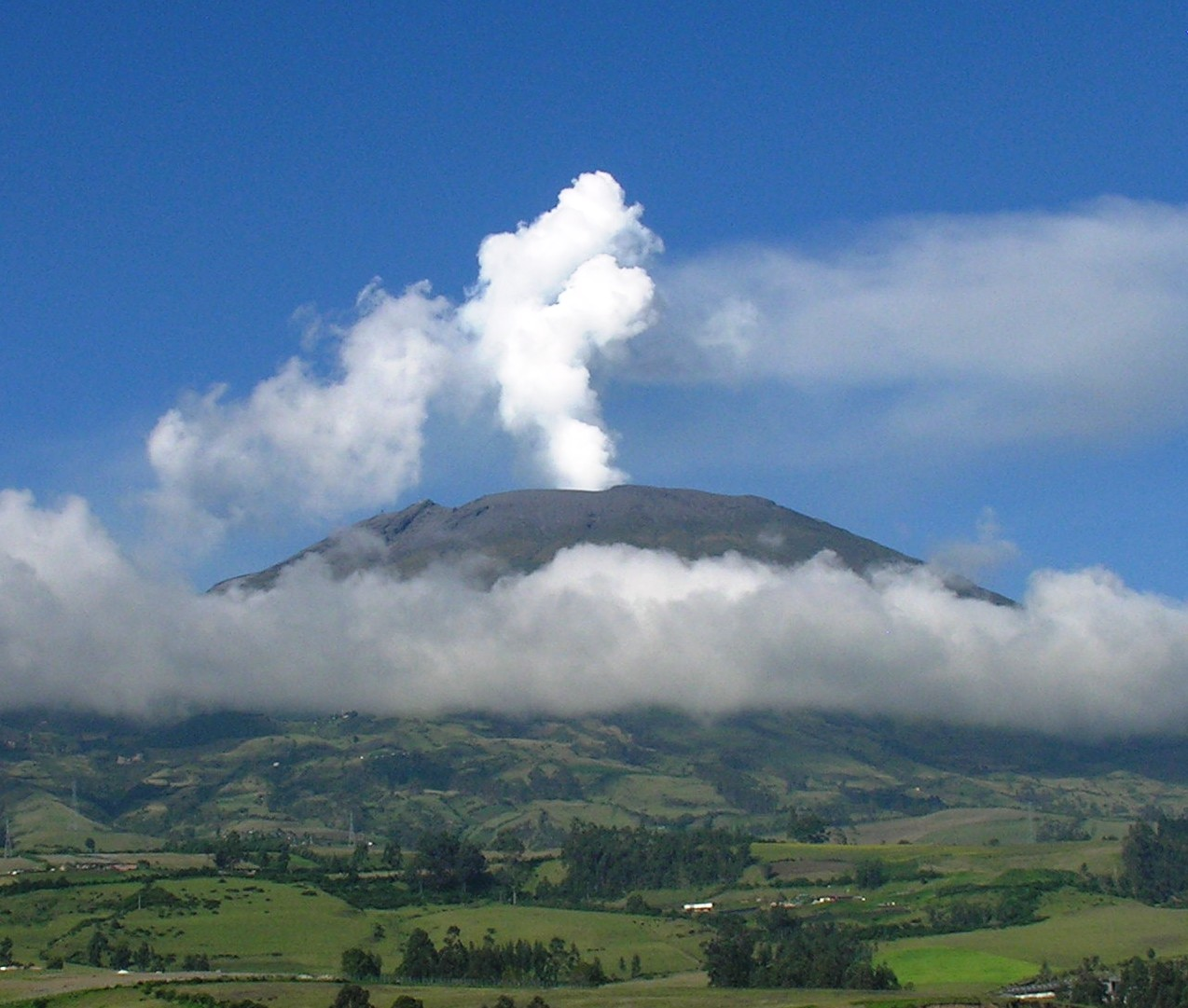
Galeras
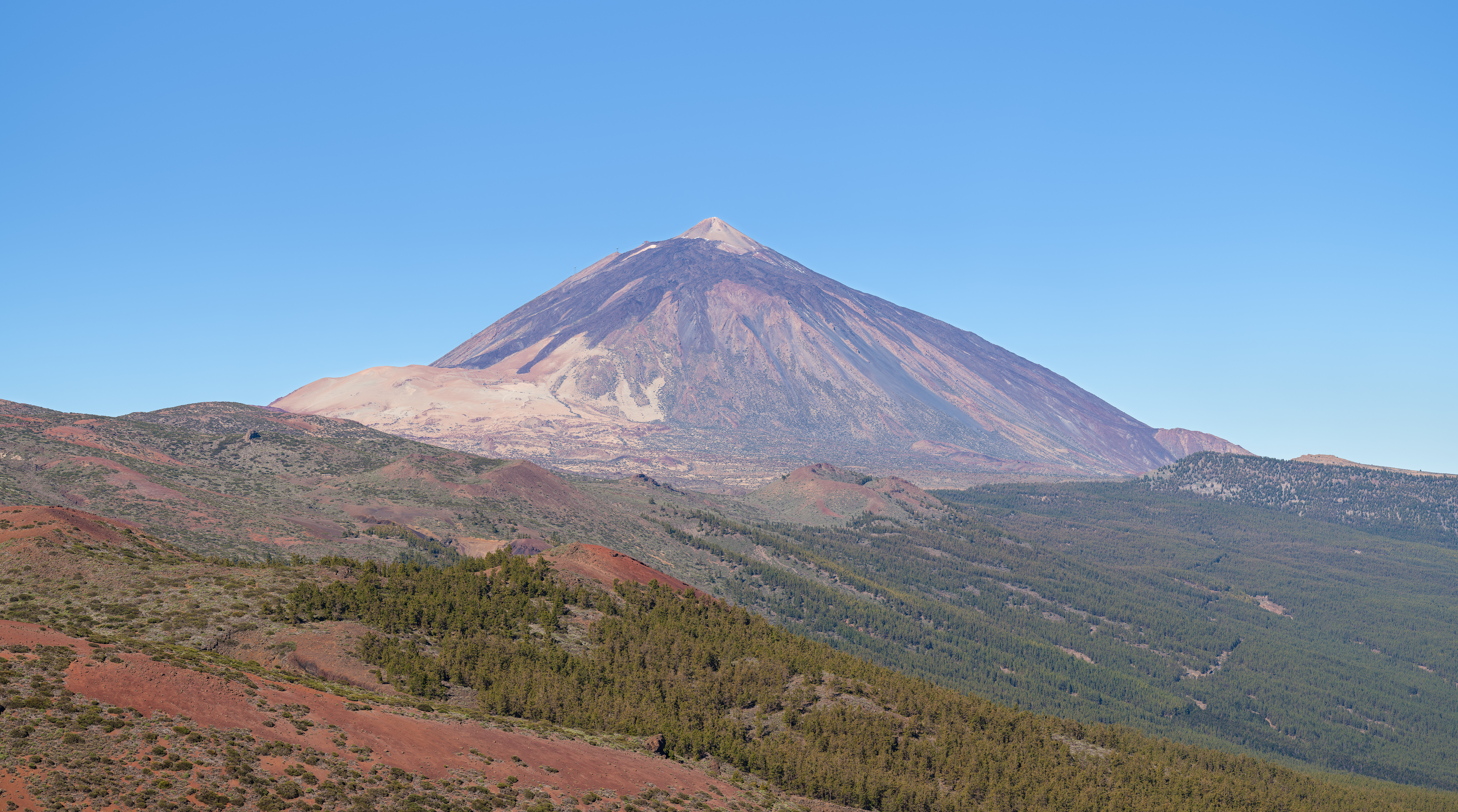
Pico del Teide
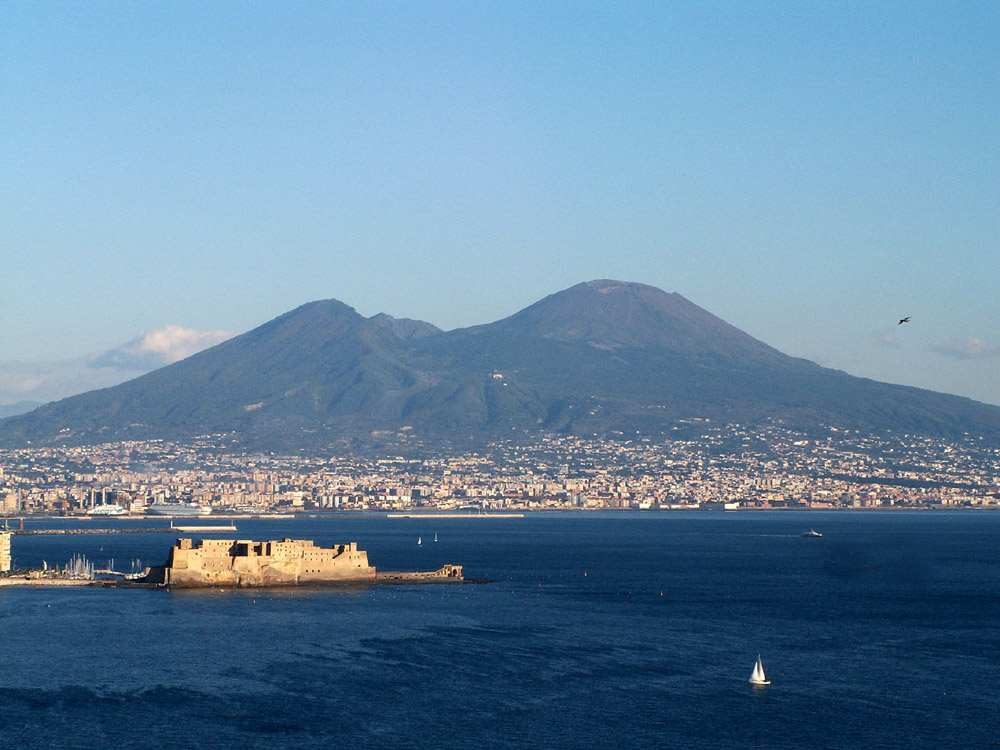
Vesuv
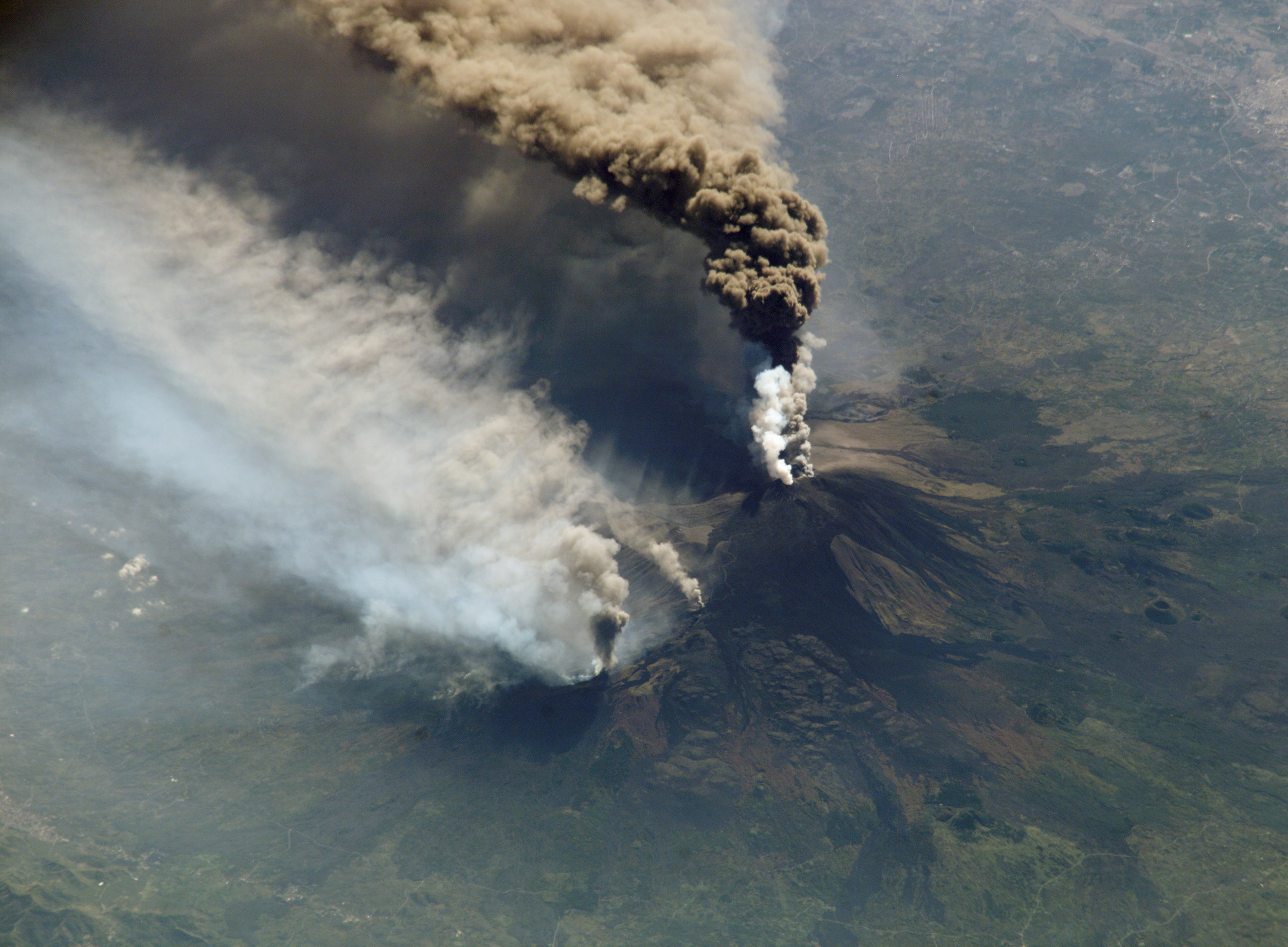
Erupce Etny roku 2002, vyfotografovaná z ISS.
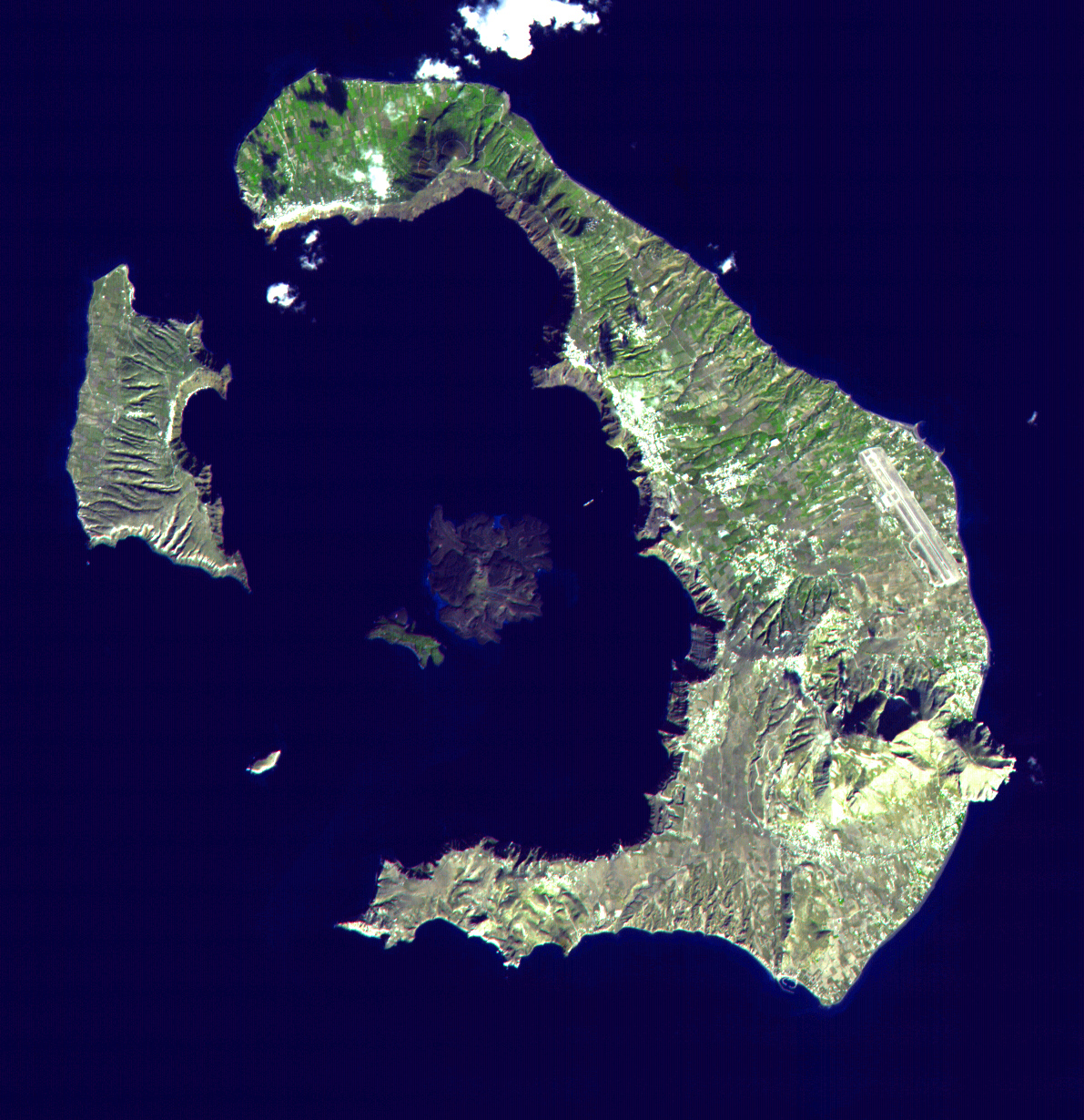
Kaldera Santorini.
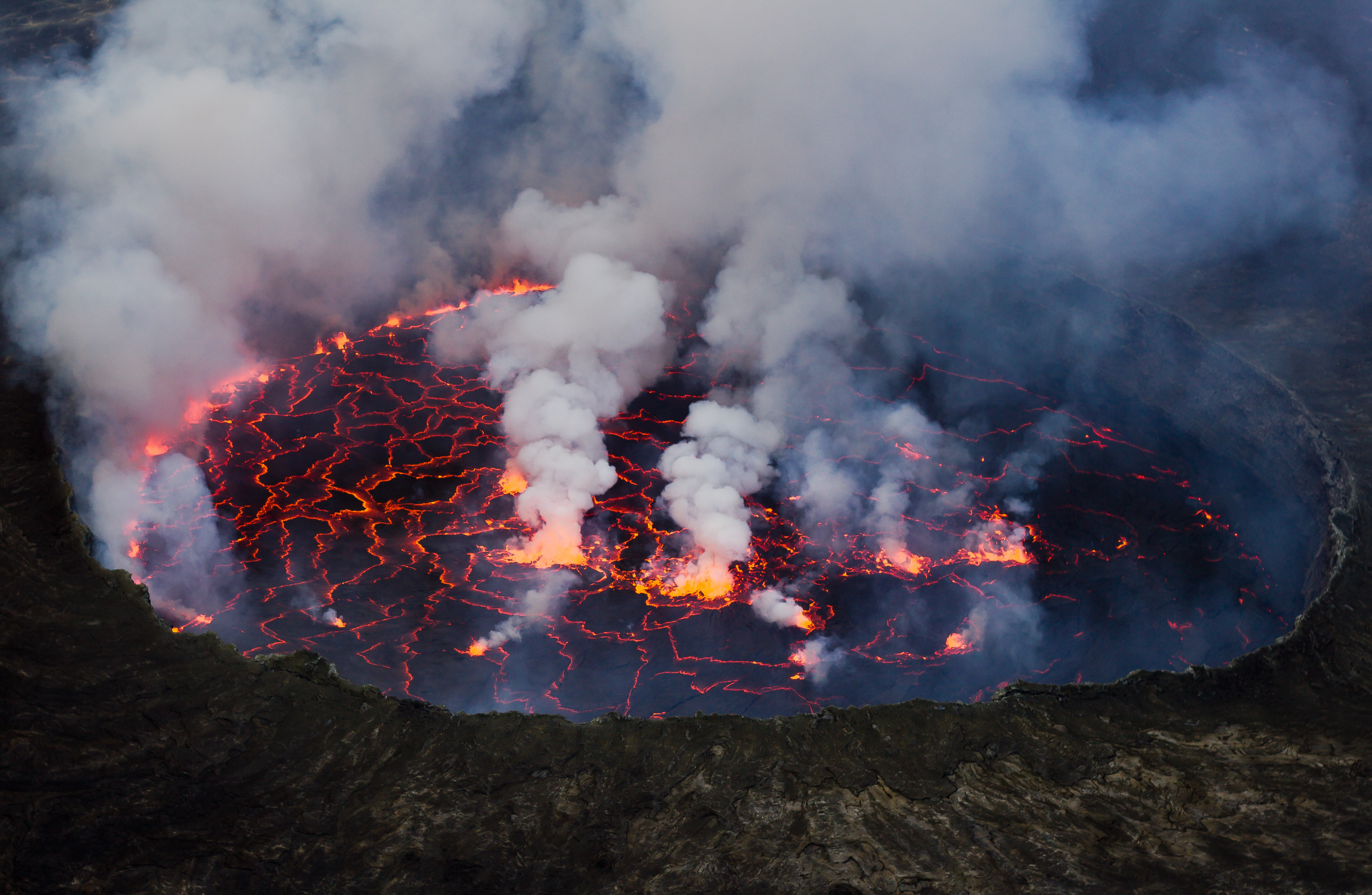
Lávové jezero Nyiragonga.
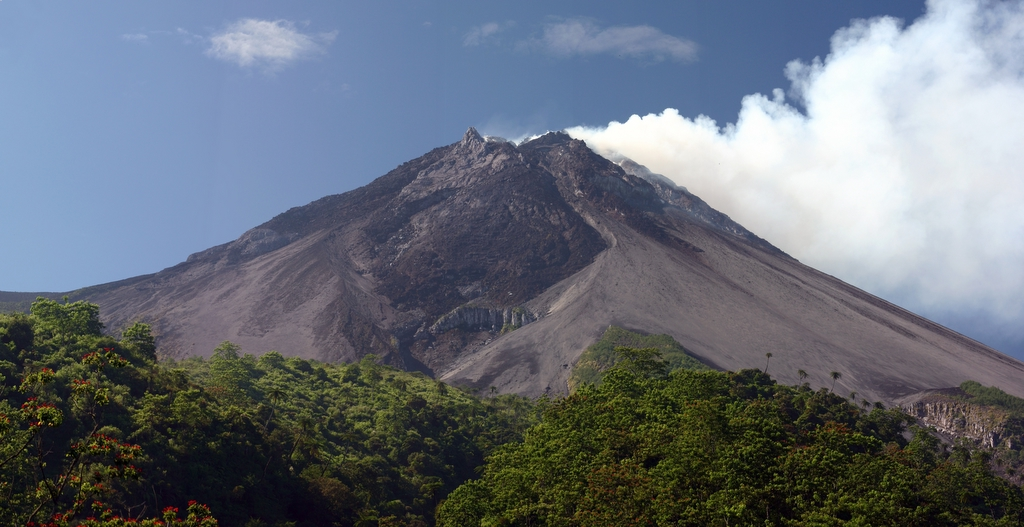
Merapi
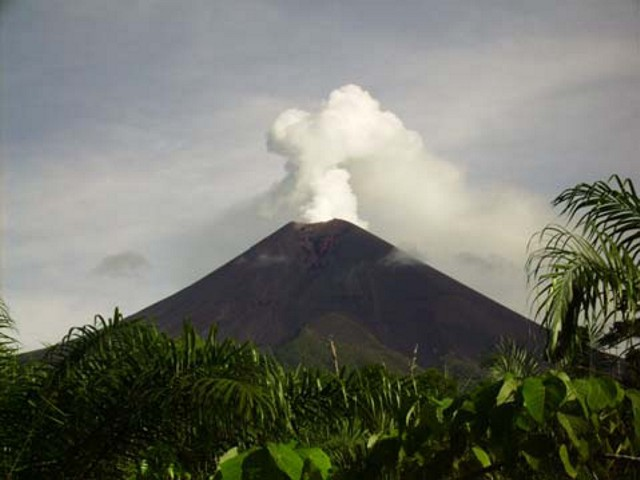
Ulawun
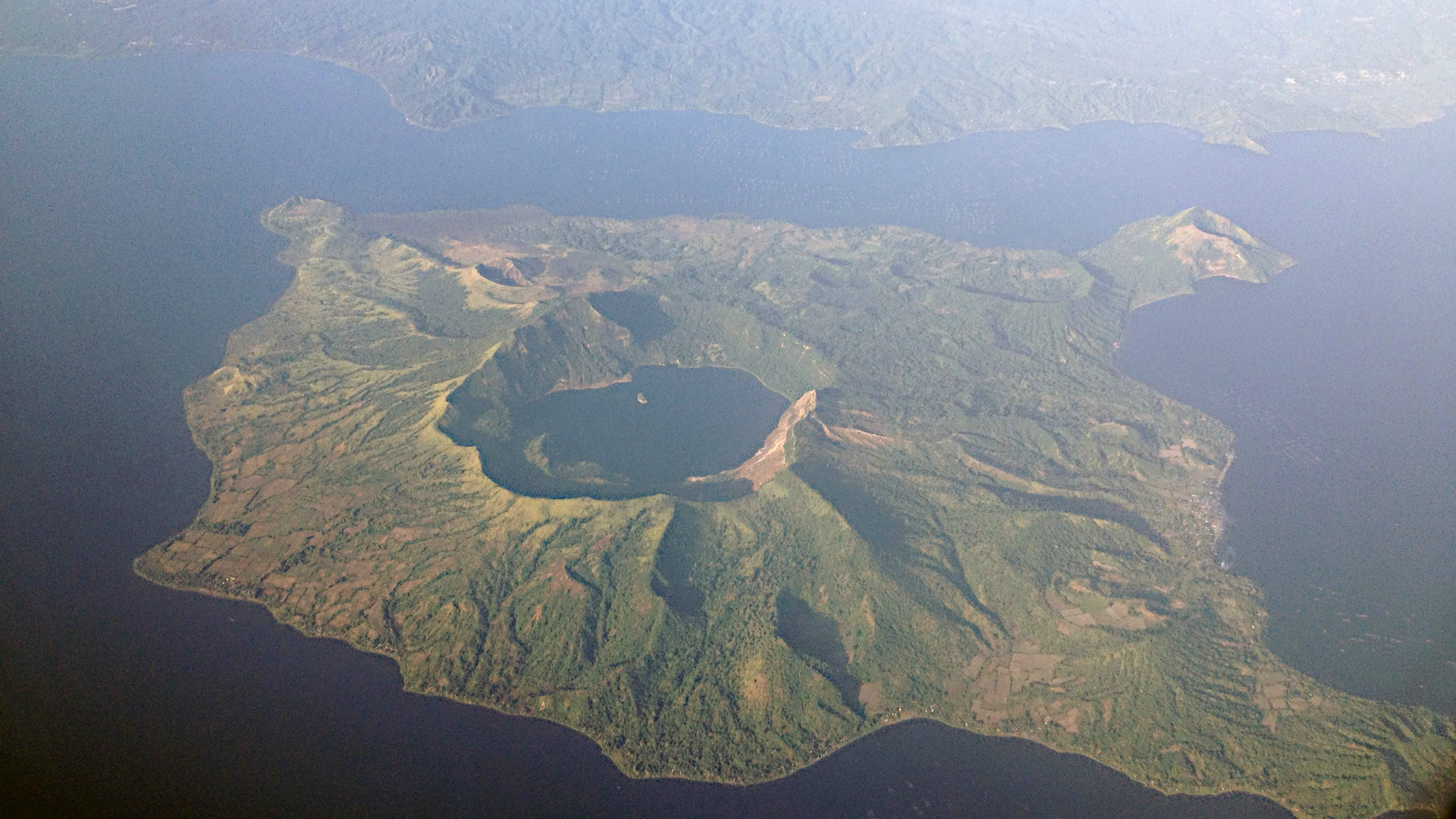
Taal
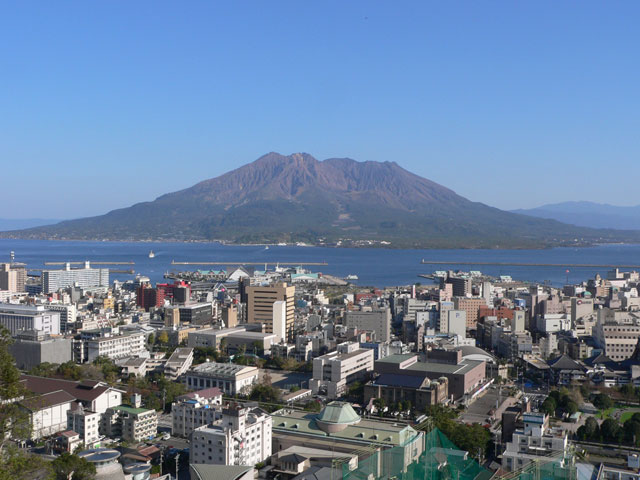
Sakura-džima s městem Kagošima.
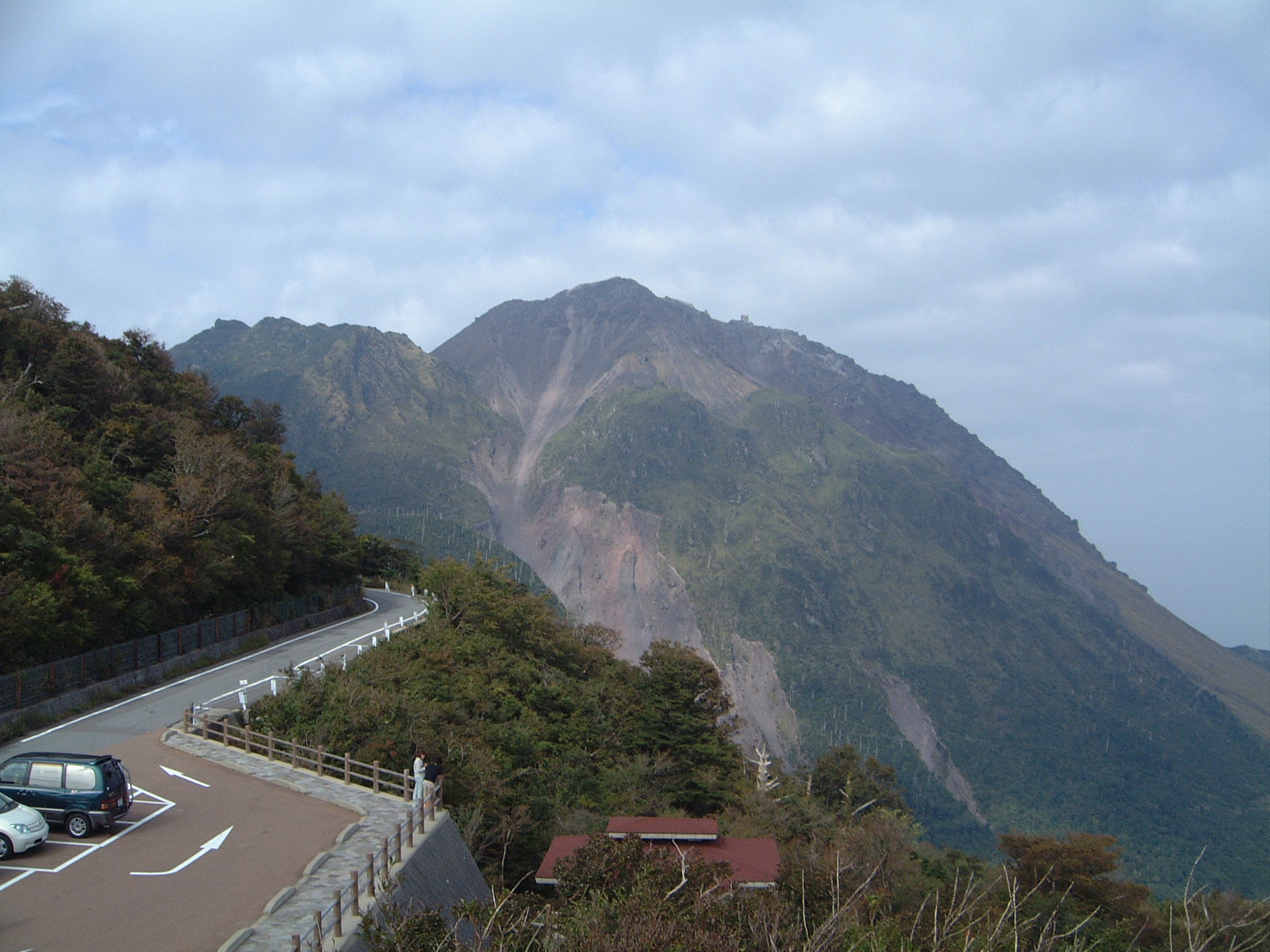
Unzen
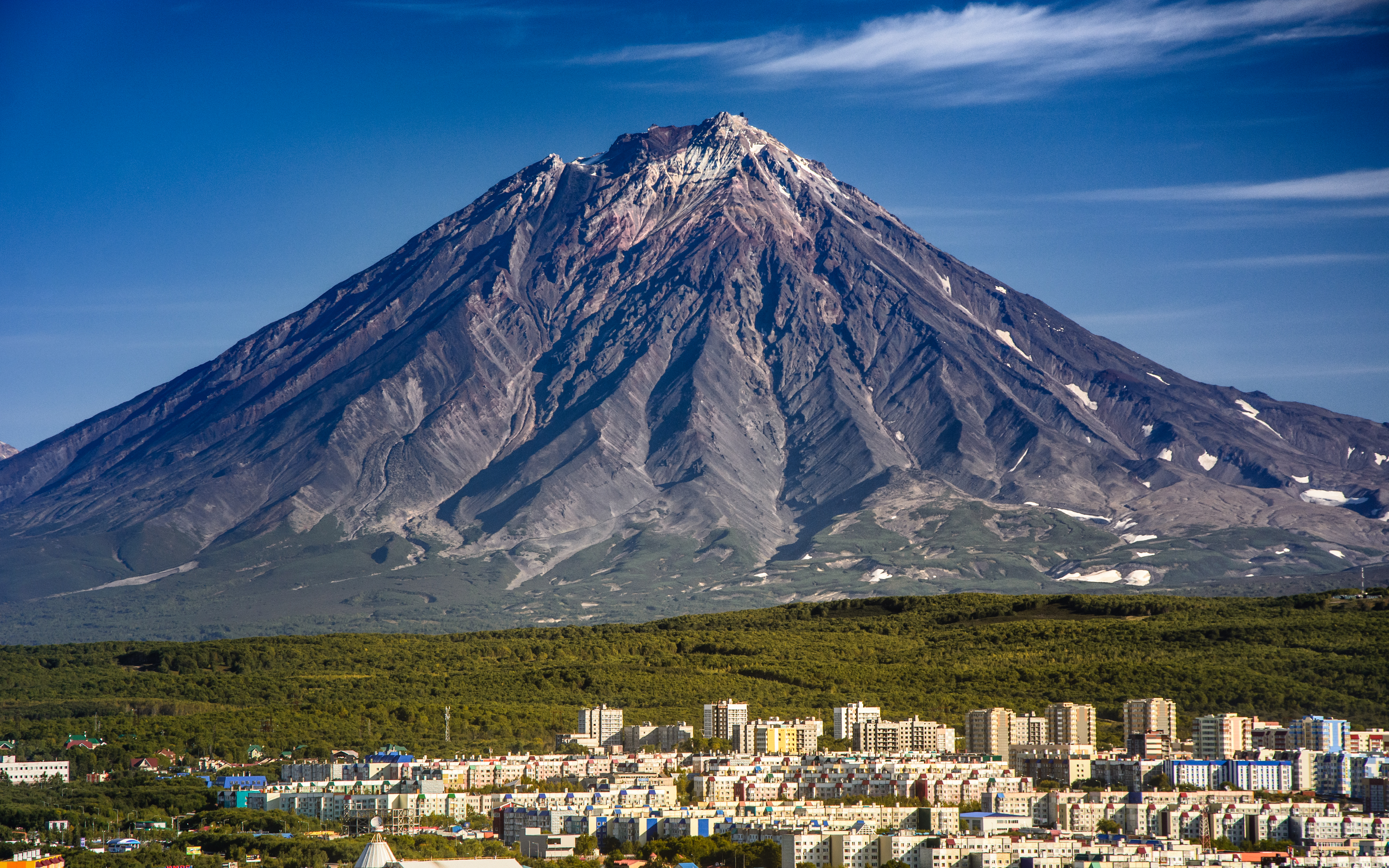
Korjacká sopka, tyčící se nad ruským městem Petropavlovsk-Kamčatskij.
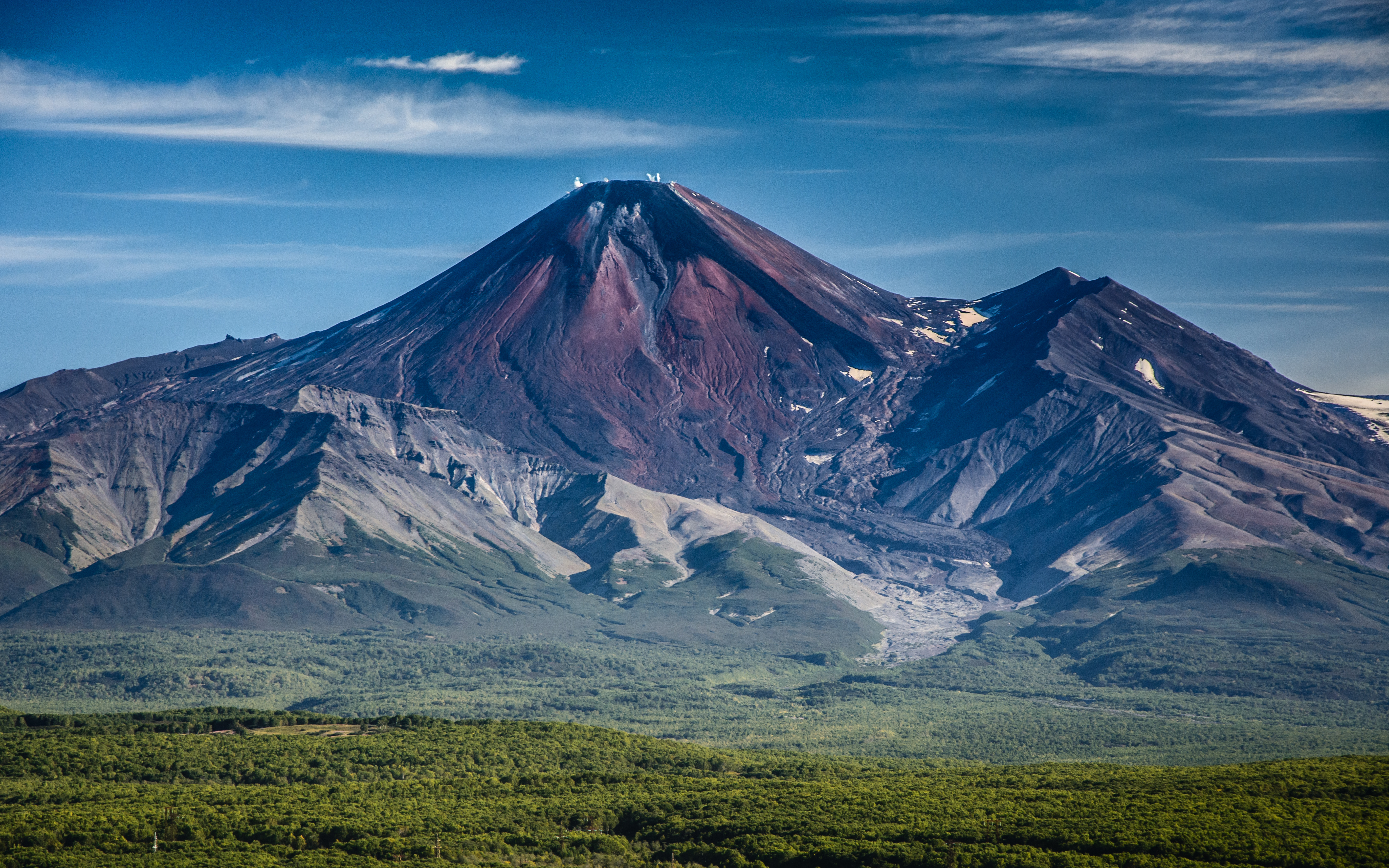
Avačinská sopka